# Chelsea FC in het seizoen 2015/16
Dit artikel beschrijft de prestaties van de Engelse voetbalclub Chelsea FC in het seizoen 2015-2016.

## Selectie
| No.           | Naam               | Nationaliteit    | Geboortedatum | Vorige club         |
| ------------- | ------------------ | ---------------- | ------------- | ------------------- |
| Keepers       |                    |                  |               |                     |
| 1             | Asmir Begović      | Bosnië en Her.   | 20-06-1987    | Stoke City          |
| 13            | Thibaut Courtois   | België           | 11-05-1992    | Atlético Madrid     |
| 27            | Jamal Blackman     | Engeland         | 27-10-1993    | Middlesbrough FC    |
| 32            | Marco Amelia       | Italië           | 02-04-1982    | Perugia             |
| Verdedigers   |                    |                  |               |                     |
| 2             | Branislav Ivanović | Servië           | 22-02-1984    | Lokomotiv Moskou    |
| 5             | Kurt Zouma         | Frankrijk        | 27-10-1994    | AS Saint-Étienne    |
| 6             | Baba Rahman        | Ghana            | 02-06-1994    | FC Augsburg         |
| 15            | Papy Djilobodji    | Senegal          | 01-12-1988    | FC Nantes           |
| 20            | Matt Miazga        | Verenigde Staten | 19-07-1995    | NY Red Bulls        |
| 24            | Gary Cahill        | Engeland         | 19-12-1985    | Bolton Wanderers    |
| 26            | John Terry         | Engeland         | 07-12-1980    | /                   |
| 28            | César Azpilicueta  | Spanje           | 28-08-1989    | Olympique Marseille |
| 34            | Ola Aina           | Engeland         | 08-10-1996    | /                   |
| 37            | Jake Clarke-Salter | Engeland         | 22-09-1997    | /                   |
| 43            | Fikayo Tomori      | Canada           | 19-12-1997    | /                   |
| Middenvelders |                    |                  |               |                     |
| 4             | Cesc Fàbregas      | Spanje           | 04-05-1987    | FC Barcelona        |
| 7             | Ramires            | Brazilië         | 30-05-1980    | Benfica             |
| 8             | Oscar              | Brazilië         | 09-09-1991    | Internacional       |
| 10            | Eden Hazard        | België           | 07-01-1991    | Lille               |
| 12            | John Obi Mikel     | Nigeria          | 22-04-1987    | Lyn                 |
| 16            | Kenedy             | Brazilië         | 08-02-1996    | Fluminense          |
| 21            | Nemanja Matić      | Servië           | 01-08-1988    | Benfica             |
| 22            | Willian            | Brazilië         | 09-08-1988    | Anzji Machatsjkala  |
| 36            | Ruben Loftus-Cheek | Engeland         | 23-01-1996    | /                   |
| Aanvallers    |                    |                  |               |                     |
| 9             | Radamel Falcao     | Colombia         | 10-02-1986    | AS Monaco           |
| 11            | Alexandre Pato     | Brazilië         | 02-09-1989    | São Paulo FC        |
| 14            | Bertrand Traoré    | Burkina Faso     | 06-09-1995    | Vitesse             |
| 17            | Pedro              | Spanje           | 28-07-1987    | FC Barcelona        |
| 18            | Loïc Rémy          | Frankrijk        | 02-01-1987    | Queens Park Rangers |
| 19            | Diego Costa        | Spanje           | 07-10-1988    | Atlético Madrid     |
| 42            | Tammy Abraham      | Engeland         | 02-10-1997    | /                   |

- = Aanvoerder

### Technische staf
|                 |                      |               |                                                       |
| Functie         | Naam                 | Nationaliteit | Opmerking                                             |
| Coach           | Guus Hiddink (foto)  | Nederland     | Vanaf 19 december 2015.                               |
| Coach           | José Mourinho        | Portugal      | Ontslagen op 17 december 2015.                        |
| Assistent-coach | Steve Holland        | Engeland      | Interim-coach van 17 december t.e.m 19 december 2015. |
| Assistent-coach | Eddie Newton         | Engeland      | Vanaf 19 december 2015.                               |
| Assistent-coach | Silvino Louro        | Portugal      | Ontslagen op 17 december 2015.                        |
| Assistent-coach | Rui Faria            | Portugal      | Ontslagen op 17 december 2015.                        |
| Keeperstrainer  | Christophe Lollichon | Frankrijk     |                                                       |

## Resultaten
Een overzicht van de competities waaraan Chelsea in het seizoen 2015-2016 deelnam.
| Premier League | FA Cup      | League Cup | Community Shield    | Champions League |
| -------------- | ----------- | ---------- | ------------------- | ---------------- |
|                |             |            |                     |                  |
| Negende        | Kwartfinale | 1/8 finale | Verliezend finalist | 1/8 finale       |

## Uitrustingen
Shirtsponsor(s): Yokohama Tyres

Sportmerk: adidas
| Thuis | Uit | Alternatief | Doelman | Doelman |

## Transfers

### Zomer
| Naam             | Nationaliteit    | Van/naar                 | Prijs        |
| ---------------- | ---------------- | ------------------------ | ------------ |
| Inkomend         |                  |                          |              |
| Nathan           | Brazilië         | Atlético Paranaense      | € 6.350.000  |
| Cristian Manea   | Roemenië         | Viitorul Constanța       | € 3.000.000  |
| Asmir Begović    | Bosnië en Her.   | Stoke City               | € 11.300.000 |
| Danilo Pantić    | Servië           | FK Partizan              | € 2.000.000  |
| Pedro            | Spanje           | FC Barcelona             | € 30.000.000 |
| Baba Rahman      | Ghana            | FC Augsburg              | € 30.000.000 |
| Kenedy           | Brazilië         | Fluminense               | € 9.000.000  |
| Papy Djilobodji  | Senegal          | FC Nantes                | € 4.000.000  |
| Michael Hector   | Jamaica          | Reading FC               | € 6.000.000  |
| Radamel Falcao   | Colombia         | AS Monaco                | Huur         |
| Bertrand Traoré  | Burkina Faso     | Vitesse                  | Einde huur   |
| Marco Amelia *   | Italië           | Perugia                  | Transfervrij |
| TOTAAL UITGAVEN: | TOTAAL UITGAVEN: | TOTAAL UITGAVEN:         | € 97.650.000 |
| Uitgaand         |                  |                          |              |
| Didier Drogba    | Ivoorkust        | Montreal Impact          | Transfervrij |
| George Brady     | Engeland         | Sunderland               | Transfervrij |
| Thorgan Hazard   | België           | Borussia Mönchengladbach | € 8.000.000  |
| Gaël Kakuta      | Frankrijk        | Sevilla FC               | € 6.000.000  |
| Petr Čech        | Tsjechië         | Arsenal                  | € 14.000.000 |
| Josh McEachran   | Engeland         | Brentford FC             | € 1.040.000  |
| Filipe Luís      | Brazilië         | Atlético Madrid          | € 16.000.000 |
| TOTAAL INKOMEN:  | TOTAAL INKOMEN:  | TOTAAL INKOMEN:          | € 45.040.000 |

* In oktober 2015 trok Chelsea de transfervrije doelman Marco Amelia aan.

### Verhuurde spelers
| Naam                | Nationaliteit | Van/naar                 | Begin huur       | Einde huur       |
| ------------------- | ------------- | ------------------------ | ---------------- | ---------------- |
| Uitgaand            |               |                          |                  |                  |
| Christian Atsu      | Ghana         | AFC Bournemouth          | 1 juli 2015      | 30 juni 2016     |
| Lewis Baker         | Engeland      | Vitesse                  | 1 juli 2015      | 30 juni 2016     |
| Andreas Christensen | Denemarken    | Borussia Mönchengladbach | 10 juli 2015     | 30 juni 2016     |
| Marco van Ginkel    | Nederland     | Stoke City               | 10 juli 2015     | 1 februari 2016  |
| Isaiah Brown        | Engeland      | Vitesse                  | 10 juli 2015     | 30 juni 2016     |
| Stipe Perica        | Kroatië       | Udinese                  | 2 februari 2015  | 30 juni 2016     |
| Mario Pašalić       | Kroatië       | AS Monaco                | 3 juli 2015      | 30 juni 2016     |
| Nathan              | Brazilië      | Vitesse                  | 10 juli 2015     | 30 juni 2016     |
| Tomáš Kalas         | Tsjechië      | Middlesbrough            | 17 juli 2015     | 30 juni 2016     |
| Danilo Pantić       | Servië        | Vitesse                  | 23 juli 2015     | 30 juni 2016     |
| Victorien Angban    | Ivoorkust     | Sint-Truiden             | 14 juli 2015     | 30 juni 2016     |
| Wallace             | Brazilië      | Carpi                    | 22 juli 2015     | 30 juni 2016     |
| Jordan Houghton     | Engeland      | Gillingham               | 20 juli 2015     | 3 januari 2016   |
| Kenneth Omeruo      | Nigeria       | Kasimpaşa                | 21 juli 2015     | 30 juni 2016     |
| Patrick Bamford     | Engeland      | Crystal Palace           | 21 juli 2015     | 30 juni 2016     |
| Joao Rodríguez      | Colombia      | Sint-Truiden             | 4 augustus 2015  | 30 juni 2016     |
| Dominic Solanke     | Engeland      | Vitesse                  | 4 augustus 2015  | 30 juni 2016     |
| Mohamed Salah       | Egypte        | AS Roma                  | 6 augustus 2015  | 30 juni 2016     |
| Todd Kane           | Engeland      | N.E.C.                   | 6 augustus 2015  | 30 juni 2016     |
| Matej Delač         | Kroatië       | Sarajevo                 | 7 augustus 2015  | 30 juni 2016     |
| Cristian Cuevas     | Chili         | Sint-Truiden             | 10 augustus 2015 | 30 juni 2016     |
| Alex Davey          | Schotland     | Peterborough United      | 8 augustus 2015  | 5 september 2015 |
| Ulises Dávila       | Mexico        | Vitória                  | 3 augustus 2015  | 30 juni 2016     |
| Nathan Aké          | Nederland     | Watford                  | 24 augustus 2015 | 30 juni 2016     |
| Marko Marin         | Duitsland     | Trabzonspor              | 25 augustus 2015 | 30 juni 2016     |
| Juan Cuadrado       | Colombia      | Juventus                 | 25 augustus 2015 | 30 juni 2016     |
| Cristian Manea      | Roemenië      | Moeskroen                | 29 augustus 2015 | 30 juni 2016     |
| Victor Moses        | Nigeria       | West Ham United          | 1 september 2015 | 30 juni 2016     |
| Michael Hector      | Jamaica       | Reading FC               | 1 september 2015 | 30 juni 2016     |
| Nathaniel Chalobah  | Engeland      | Napoli                   | 1 september 2015 | 30 juni 2016     |
| Charly Musonda jr.  | België        | Real Betis               | 29 januari 2016  | 30 juni 2016     |
| Marco van Ginkel    | Nederland     | PSV                      | 1 februari 2016  | 30 juni 2016     |

### Winter
| Naam            | Nationaliteit    | Van/naar           | Prijs        |
| --------------- | ---------------- | ------------------ | ------------ |
| Inkomend        |                  |                    |              |
| Matt Miazga     | Verenigde Staten | New York Red Bulls | € 4.500.000  |
| Alexandre Pato  | Brazilië         | Corinthians        | Huur         |
| TOTAAL INKOMEN: | TOTAAL INKOMEN:  | TOTAAL INKOMEN:    | € 4.500.000  |
| Uitgaand        |                  |                    |              |
| Ramires         | Brazilië         | Jiangsu Suning     | € 26.000.000 |
| TOTAAL INKOMEN: | TOTAAL INKOMEN:  | TOTAAL INKOMEN:    | € 26.000.000 |

## Premier League

### Wedstrijden
| Wedstrijddetails                                            | Thuisploeg                                         | Uitslag                 | Uitploeg                                               | Opstelling | Kaarten                                                                            |
| ----------------------------------------------------------- | -------------------------------------------------- | ----------------------- | ------------------------------------------------------ | --- | ---------------------------------------------------------------------------------- |
| Heenronde                                                   |                                                    |                         |                                                        | |                                                                                    |
| 8 augustus 2015 18:30 Stamford Bridge Londen                | Chelsea FC                                         | 2-2                     | Swansea City                                           | Courtois Ivanović, Cahill, Terry, Azpilicueta Fàbregas (76' Zouma), Matić, Oscar (54' Begović) Willian (84' Falcao), Costa, Hazard        | 52' Courtois 54' Terry                                                             |
| 8 augustus 2015 18:30 Stamford Bridge Londen                | 23' Oscar 30' Fernández (own)                      | 1-0 1-1 2-1 2-2         | 29' Ayew 55' Gomis (pen.)                              | Courtois Ivanović, Cahill, Terry, Azpilicueta Fàbregas (76' Zouma), Matić, Oscar (54' Begović) Willian (84' Falcao), Costa, Hazard        | 52' Courtois 54' Terry                                                             |
| 16 augustus 2015 17:00 Etihad Stadium Manchester            | Manchester City                                    | 3-0                     | Chelsea FC                                             | Begović Ivanović, Cahill, Terry (46' Zouma), Azpilicueta Fàbregas, Matić, Willian (79' Falcao) Ramires (64' Cuadrado), Costa, Hazard      | 48' Ivanović 81' Hazard                                                            |
| 16 augustus 2015 17:00 Etihad Stadium Manchester            | 31' Agüero 79' Kompany 85' Fernandinho             | 1-0 2-0 3-0             |                                                        | Begović Ivanović, Cahill, Terry (46' Zouma), Azpilicueta Fàbregas, Matić, Willian (79' Falcao) Ramires (64' Cuadrado), Costa, Hazard      | 48' Ivanović 81' Hazard                                                            |
| 23 augustus 2015 14:30 The Hawthorns West Bromwich          | West Bromwich Albion                               | 2-3                     | Chelsea FC                                             | Courtois Ivanović, Zouma, Terry, Azpilicueta Fàbregas, Matić, Willian (56' Cahill) Pedro (84' Mikel), Costa (78' Falcao), Hazard          | 17' Matić 54' Terry                                                                |
| 23 augustus 2015 14:30 The Hawthorns West Bromwich          | 35' Morrison 59' Morrison                          | 0-1 0-2 1-2 1-3 2-3     | 20' Pedro 30' Costa 42' Azpilicueta                    | Courtois Ivanović, Zouma, Terry, Azpilicueta Fàbregas, Matić, Willian (56' Cahill) Pedro (84' Mikel), Costa (78' Falcao), Hazard          | 17' Matić 54' Terry                                                                |
| 29 augustus 2015 16:00 Stamford Bridge Londen               | Chelsea FC                                         | 1-2                     | Crystal Palace                                         | Courtois Ivanović, Zouma, Cahill, Azpilicueta (68' Kenedy) Fàbregas, Matić (73' Loftus-Cheek), Willian (66' Falcao) Pedro, Costa, Hazard  | 71' Cahill                                                                         |
| 29 augustus 2015 16:00 Stamford Bridge Londen               | 79' Falcao                                         | 0-1 1-1 1-2             | 65' Sako 81' Ward                                      | Courtois Ivanović, Zouma, Cahill, Azpilicueta (68' Kenedy) Fàbregas, Matić (73' Loftus-Cheek), Willian (66' Falcao) Pedro, Costa, Hazard  | 71' Cahill                                                                         |
| 12 september 2015 13:45 Goodison Park Liverpool             | Everton FC                                         | 3-1                     | Chelsea FC                                             | Begović Ivanović, Zouma, Terry, Azpilicueta Mikel (55' Kenedy), Matić, Fàbregas (74' Willian) Pedro (70' Falcao), Costa, Hazard           | 88' Azpilicueta 90+3' Costa                                                        |
| 12 september 2015 13:45 Goodison Park Liverpool             | 17' Naismith 22' Naismith 82' Naismith             | 1-0 2-0 2-1 3-1         | 36' Matić                                              | Begović Ivanović, Zouma, Terry, Azpilicueta Mikel (55' Kenedy), Matić, Fàbregas (74' Willian) Pedro (70' Falcao), Costa, Hazard           | 88' Azpilicueta 90+3' Costa                                                        |
| 19 september 2015 13:45 Stamford Bridge Londen              | Chelsea FC                                         | 2-0                     | Arsenal FC                                             | Begović Ivanović, Zouma, Cahill, Azpilicueta Matić, Fàbregas (90+2' Mikel), Oscar (66' Ramires) Pedro, Costa (82' Rémy), Hazard           | 45' Costa 49' Ivanović 64' Oscar                                                   |
| 19 september 2015 13:45 Stamford Bridge Londen              | 53' Zouma 90+1' Hazard                             | 1-0 2-0                 |                                                        | Begović Ivanović, Zouma, Cahill, Azpilicueta Matić, Fàbregas (90+2' Mikel), Oscar (66' Ramires) Pedro, Costa (82' Rémy), Hazard           | 45' Costa 49' Ivanović 64' Oscar                                                   |
| 26 september 2015 18:30 St. James' Park Newcastle-upon-Tyne | Newcastle United                                   | 2-2                     | Chelsea FC                                             | Begović Ivanović, Zouma, Cahill, Azpilicueta Matić (61' Willian), Fàbregas, Oscar (73' Ramires) Pedro, Rémy (61' Falcao), Hazard          | 68' Ivanović                                                                       |
| 26 september 2015 18:30 St. James' Park Newcastle-upon-Tyne | 42' Pérez 60' Wijnaldum                            | 1-0 2-0 2-1 2-2         | 79' Ramires 86' Willian                                | Begović Ivanović, Zouma, Cahill, Azpilicueta Matić (61' Willian), Fàbregas, Oscar (73' Ramires) Pedro, Rémy (61' Falcao), Hazard          | 68' Ivanović                                                                       |
| 3 oktober 2015 18:30 Stamford Bridge Londen                 | Chelsea FC                                         | 1-3                     | Southampton FC                                         | Begović Ivanović, Cahill, Terry, Azpilicueta Ramires (46' Matić)(73' Rémy), Fàbregas, Oscar Willian (64' Pedro), Falcao, Hazard           | 43' Ramires 57' Falcao                                                             |
| 3 oktober 2015 18:30 Stamford Bridge Londen                 | 10' Willian                                        | 1-0 1-1 1-2 1-3         | 43' Davis 60' Mané 72' Pellè                           | Begović Ivanović, Cahill, Terry, Azpilicueta Ramires (46' Matić)(73' Rémy), Fàbregas, Oscar Willian (64' Pedro), Falcao, Hazard           | 43' Ramires 57' Falcao                                                             |
| 17 oktober 2015 16:00 Stamford Bridge Londen                | Chelsea FC                                         | 2-0                     | Aston Villa                                            | Begović Azpilicueta, Zouma, Terry, Baba Ramires, Fàbregas, Loftus-Cheek (46' Matić) Willian (90+2' Rémy), Costa, Pedro (83' Hazard)       | 74' Willian                                                                        |
| 17 oktober 2015 16:00 Stamford Bridge Londen                | 34' Costa 54' Hutton (own)                         | 1-0 2-0                 |                                                        | Begović Azpilicueta, Zouma, Terry, Baba Ramires, Fàbregas, Loftus-Cheek (46' Matić) Willian (90+2' Rémy), Costa, Pedro (83' Hazard)       | 74' Willian                                                                        |
| 24 oktober 2015 16:00 Boleyn Ground Londen                  | West Ham United                                    | 2-1                     | Chelsea FC                                             | Begović Zouma, Cahill, Terry, Azpilicueta (87' Baba) Ramires (82' Falcao), Matić, Fàbregas (46' Mikel) Willian, Costa, Hazard             | 24' Azpilicueta 35' Matić 44' Matić 45' Fàbregas 45' Costa 81' Willian 90+5' Mikel |
| 24 oktober 2015 16:00 Boleyn Ground Londen                  | 17' Zárate 79' Carroll                             | 1-0 1-1 2-1             | 56' Cahill                                             | Begović Zouma, Cahill, Terry, Azpilicueta (87' Baba) Ramires (82' Falcao), Matić, Fàbregas (46' Mikel) Willian, Costa, Hazard             | 24' Azpilicueta 35' Matić 44' Matić 45' Fàbregas 45' Costa 81' Willian 90+5' Mikel |
| 31 oktober 2015 13:45 Stamford Bridge Londen                | Chelsea FC                                         | 1-3                     | Liverpool FC                                           | Begović Zouma, Cahill, Terry, Azpilicueta (76' Falcao) Ramires, Mikel (70' Fàbregas), Oscar Willian, Costa, Hazard (59' Kenedy)           | 66' Mikel                                                                          |
| 31 oktober 2015 13:45 Stamford Bridge Londen                | 4' Ramires                                         | 1-0 1-1 1-2 1-3         | 45+3' Coutinho 74' Coutinho 83' Benteke                | Begović Zouma, Cahill, Terry, Azpilicueta (76' Falcao) Ramires, Mikel (70' Fàbregas), Oscar Willian, Costa, Hazard (59' Kenedy)           | 66' Mikel                                                                          |
| 7 november 2015 18:30 Britannia Stadium Stoke-on-Trent      | Stoke City                                         | 1-0                     | Chelsea FC                                             | Begović Azpilicueta, Zouma, Terry, Baba (70' Oscar) Ramires (77' Rémy), Matić, Willian Pedro, Costa, Hazard (70' Fàbregas)                | 45+2' Baba                                                                         |
| 7 november 2015 18:30 Britannia Stadium Stoke-on-Trent      | 53' Arnautović                                     | 1-0                     |                                                        | Begović Azpilicueta, Zouma, Terry, Baba (70' Oscar) Ramires (77' Rémy), Matić, Willian Pedro, Costa, Hazard (70' Fàbregas)                | 45+2' Baba                                                                         |
| 22 november 2015 16:00 Stamford Bridge Londen               | Chelsea FC                                         | 1-0                     | Norwich City                                           | Begović Ivanović, Zouma, Terry, Kenedy Fàbregas, Matić, Hazard (90+1' Azpilicueta) Willian (87' Ramires), Costa, Pedro (83' Oscar)        | 35' Willian                                                                        |
| 22 november 2015 16:00 Stamford Bridge Londen               | 64' Costa                                          | 1-0                     |                                                        | Begović Ivanović, Zouma, Terry, Kenedy Fàbregas, Matić, Hazard (90+1' Azpilicueta) Willian (87' Ramires), Costa, Pedro (83' Oscar)        | 35' Willian                                                                        |
| 29 november 2015 13:00 White Hart Lane Londen               | Tottenham Hotspur                                  | 0-0                     | Chelsea FC                                             | Begović Ivanović, Zouma, Cahill, Azpilicueta Fàbregas, Matić, Oscar Willian (89' Kenedy), Hazard, Pedro (90+2' Loftus-Cheek)              | 59' Matić 90+5' Azpilicueta                                                        |
| 29 november 2015 13:00 White Hart Lane Londen               |                                                    |                         |                                                        | Begović Ivanović, Zouma, Cahill, Azpilicueta Fàbregas, Matić, Oscar Willian (89' Kenedy), Hazard, Pedro (90+2' Loftus-Cheek)              | 59' Matić 90+5' Azpilicueta                                                        |
| 5 december 2015 18:30 Stamford Bridge Londen                | Chelsea FC                                         | 0-1                     | Bournemouth                                            | Courtois Ivanović, Zouma, Cahill, Baba (83' Traore) Fàbregas (83' Rémy), Matić, Oscar (46' Oscar) Willian, Hazard, Pedro                  | 21' Pedro 63' Costa                                                                |
| 5 december 2015 18:30 Stamford Bridge Londen                |                                                    | 0-1                     | 82' Murray                                             | Courtois Ivanović, Zouma, Cahill, Baba (83' Traore) Fàbregas (83' Rémy), Matić, Oscar (46' Oscar) Willian, Hazard, Pedro                  | 21' Pedro 63' Costa                                                                |
| 14 december 2015 21:00 King Power Stadium Leicester         | Leicester City                                     | 2-1                     | Chelsea FC                                             | Courtois Ivanović, Zouma, Terry (53' Fàbregas), Azpilicueta Ramires, Matić, Oscar (65' Rémy) Willian, Costa, Hazard (31' Pedro)           |                                                                                    |
| 14 december 2015 21:00 King Power Stadium Leicester         | 34' Vardy 48' Mahrez                               | 1-0 2-0 2-1             | 77' Rémy                                               | Courtois Ivanović, Zouma, Terry (53' Fàbregas), Azpilicueta Ramires, Matić, Oscar (65' Rémy) Willian, Costa, Hazard (31' Pedro)           |                                                                                    |
| 19 december 2015 16:00 Stamford Bridge Londen               | Chelsea FC                                         | 3-1                     | Sunderland                                             | Courtois Ivanović, Zouma, Terry, Azpilicueta Fàbregas (71' Mikel), Matić, Oscar (82' Ramires) Willian, Costa (76' Rémy), Pedro            | 88' Matić                                                                          |
| 19 december 2015 16:00 Stamford Bridge Londen               | 5' Ivanović 13' Pedro 50' Oscar (pen.)             | 1-0 2-0 3-0 3-1         | 53' Borini                                             | Courtois Ivanović, Zouma, Terry, Azpilicueta Fàbregas (71' Mikel), Matić, Oscar (82' Ramires) Willian, Costa (76' Rémy), Pedro            | 88' Matić                                                                          |
| 26 december 2015 16:00 Stamford Bridge Londen               | Chelsea FC                                         | 2-2                     | Watford FC                                             | Courtois Ivanović, Cahill, Terry, Azpilicueta Fàbregas (46' Mikel), Matić, Oscar Willian, Costa, Pedro (74' Hazard)                       | 88' Costa                                                                          |
| 26 december 2015 16:00 Stamford Bridge Londen               | 32' Costa 65' Costa                                | 1-0 1-1 1-2 2-2         | 42' Deeney (pen.) 56' Ighalo                           | Courtois Ivanović, Cahill, Terry, Azpilicueta Fàbregas (46' Mikel), Matić, Oscar Willian, Costa, Pedro (74' Hazard)                       | 88' Costa                                                                          |
| 28 december 2015 18:30 Old Trafford Manchester              | Manchester United                                  | 0-0                     | Chelsea FC                                             | Courtois Ivanović, Zouma, Terry, Azpilicueta Mikel, Matić, Oscar (90+3' Loftus-Cheek) Willian (70' Ramires), Hazard, Pedro                | 27' Mikel 72' Hazard                                                               |
| 28 december 2015 18:30 Old Trafford Manchester              |                                                    |                         |                                                        | Courtois Ivanović, Zouma, Terry, Azpilicueta Mikel, Matić, Oscar (90+3' Loftus-Cheek) Willian (70' Ramires), Hazard, Pedro                | 27' Mikel 72' Hazard                                                               |
| Terugronde                                                  |                                                    |                         |                                                        | |                                                                                    |
| 3 januari 2016 14:30 Selhurst Park Londen                   | Crystal Palace                                     | 0-3                     | Chelsea FC                                             | Courtois Ivanović, Zouma, Terry, Azpilicueta Fàbregas, Mikel, Oscar (88' Matić) Willian, Costa, Hazard (16' Pedro)                        |                                                                                    |
| 3 januari 2016 14:30 Selhurst Park Londen                   |                                                    | 0-1 0-2 0-3             | 29' Oscar 60' Willian 66' Costa                        | Courtois Ivanović, Zouma, Terry, Azpilicueta Fàbregas, Mikel, Oscar (88' Matić) Willian, Costa, Hazard (16' Pedro)                        |                                                                                    |
| 13 januari 2016 20:45 Stamford Bridge Londen                | Chelsea FC                                         | 2-2                     | West Bromwich Albion                                   | Courtois Ivanović, Zouma, Terry, Azpilicueta Fàbregas (78' Matić), Mikel, Oscar Willian, Costa, Pedro (46' Kenedy)                        | 49' Costa 70' Courtois 85' Azpilicueta                                             |
| 13 januari 2016 20:45 Stamford Bridge Londen                | 20' Azpilicueta 73' McAuley (own)                  | 1-0 1-1 2-1 2-2         | 33' Gardner 86' McClean                                | Courtois Ivanović, Zouma, Terry, Azpilicueta Fàbregas (78' Matić), Mikel, Oscar Willian, Costa, Pedro (46' Kenedy)                        | 49' Costa 70' Courtois 85' Azpilicueta                                             |
| 16 januari 2016 16:00 Stamford Bridge Londen                | Chelsea FC                                         | 3-3                     | Everton FC                                             | Courtois Ivanović, Zouma, Terry, Azpilicueta Mikel, Matić (55' Oscar), Fàbregas Willian, Costa (80' Rémy), Pedro (66' Kenedy)             |                                                                                    |
| 16 januari 2016 16:00 Stamford Bridge Londen                | 64' Costa 66' Fàbregas 90+8' Terry                 | 0-1 0-2 1-2 2-2 2-3 3-3 | 50' Terry (own) 56' Mirallas 90' Mori                  | Courtois Ivanović, Zouma, Terry, Azpilicueta Mikel, Matić (55' Oscar), Fàbregas Willian, Costa (80' Rémy), Pedro (66' Kenedy)             |                                                                                    |
| 24 januari 2016 17:00 Emirates Stadium Londen               | Arsenal FC                                         | 0-1                     | Chelsea FC                                             | Courtois Ivanović, Zouma, Terry, Azpilicueta Mikel, Matić, Fàbregas Willian, Costa (68' Rémy), Oscar (77' Hazard)                         | 11' Oscar 60' Matić 72' Mikel                                                      |
| 24 januari 2016 17:00 Emirates Stadium Londen               |                                                    | 0-1                     | 23' Costa                                              | Courtois Ivanović, Zouma, Terry, Azpilicueta Mikel, Matić, Fàbregas Willian, Costa (68' Rémy), Oscar (77' Hazard)                         | 11' Oscar 60' Matić 72' Mikel                                                      |
| 3 februari 2016 20:45 Vicarage Road Watford                 | Watford FC                                         | 0-0                     | Chelsea FC                                             | Courtois Ivanović, Zouma, Terry, Azpilicueta Mikel, Matić (73' Hazard), Fàbregas Willian, Costa, Oscar                                    | 45+2' Costa                                                                        |
| 3 februari 2016 20:45 Vicarage Road Watford                 |                                                    |                         |                                                        | Courtois Ivanović, Zouma, Terry, Azpilicueta Mikel, Matić (73' Hazard), Fàbregas Willian, Costa, Oscar                                    | 45+2' Costa                                                                        |
| 7 februari 2016 17:00 Stamford Bridge Londen                | Chelsea FC                                         | 1-1                     | Manchester United                                      | Courtois Ivanović, Zouma (59' Cahill), Terry, Azpilicueta Mikel, Matić (67' Pedro), Fàbregas Willian, Costa, Oscar (55' Hazard)           |                                                                                    |
| 7 februari 2016 17:00 Stamford Bridge Londen                | 90+1' Costa                                        | 0-1 1-1                 | 61' Lingard                                            | Courtois Ivanović, Zouma (59' Cahill), Terry, Azpilicueta Mikel, Matić (67' Pedro), Fàbregas Willian, Costa, Oscar (55' Hazard)           |                                                                                    |
| 13 februari 2016 18:30 Stamford Bridge Londen               | Chelsea FC                                         | 5-1                     | Newcastle United                                       | Courtois Ivanović, Cahill, Terry (38' Baba), Azpilicueta Fàbregas, Matić, Willian (80' Loftus-Cheek) Hazard, Costa (60' Traoré), Pedro    |                                                                                    |
| 13 februari 2016 18:30 Stamford Bridge Londen               | 5' Costa 9' Pedro 17' Willian 59' Pedro 83' Traoré | 1-0 2-0 3-0 4-0 5-0 5-1 | 90' Townsend                                           | Courtois Ivanović, Cahill, Terry (38' Baba), Azpilicueta Fàbregas, Matić, Willian (80' Loftus-Cheek) Hazard, Costa (60' Traoré), Pedro    |                                                                                    |
| 27 februari 2016 16:00 St. Mary's Stadium Southampton       | Southampton FC                                     | 1-2                     | Chelsea FC                                             | Courtois Azpilicueta, Cahill, Ivanović, Baba (46' Kenedy) Fàbregas, Mikel, Willian Hazard (90+3' Matić), Costa, Pedro (7' Oscar)          | 63' Costa                                                                          |
| 27 februari 2016 16:00 St. Mary's Stadium Southampton       | 42' Long                                           | 1-0 1-1 1-2             | 75' Fàbregas 89' Ivanović                              | Courtois Azpilicueta, Cahill, Ivanović, Baba (46' Kenedy) Fàbregas, Mikel, Willian Hazard (90+3' Matić), Costa, Pedro (7' Oscar)          | 63' Costa                                                                          |
| 1 maart 2016 20:45 Carrow Road Norwich                      | Norwich City                                       | 1-2                     | Chelsea FC                                             | Courtois Azpilicueta, Cahill, Ivanović, Kenedy (69' Baba) Fàbregas, Matić, Oscar (60' Mikel) Traoré (60' Willian), Costa, Hazard          | 44' Oscar 73' Fàbregas                                                             |
| 1 maart 2016 20:45 Carrow Road Norwich                      | 68' Redmond                                        | 0-1 0-2 1-2             | 1' Kenedy 45+1' Costa                                  | Courtois Azpilicueta, Cahill, Ivanović, Kenedy (69' Baba) Fàbregas, Matić, Oscar (60' Mikel) Traoré (60' Willian), Costa, Hazard          | 44' Oscar 73' Fàbregas                                                             |
| 5 maart 2016 16:00 Stamford Bridge Londen                   | Chelsea FC                                         | 1-1                     | Stoke City                                             | Courtois Azpilicueta, Cahill, Ivanović, Baba Mikel, Matić (82' Fàbregas), Oscar Willian, Traoré (68' Rémy), Hazard (63' Loftus-Cheek)     | 45' Oscar                                                                          |
| 5 maart 2016 16:00 Stamford Bridge Londen                   | 39' Traoré                                         | 1-0 1-1                 | 85' Diouf                                              | Courtois Azpilicueta, Cahill, Ivanović, Baba Mikel, Matić (82' Fàbregas), Oscar Willian, Traoré (68' Rémy), Hazard (63' Loftus-Cheek)     | 45' Oscar                                                                          |
| 19 maart 2016 16:00 Stamford Bridge Londen                  | Chelsea FC                                         | 2-2                     | West Ham United                                        | Courtois Ivanović, Cahill, Terry, Azpilicueta Mikel, Fàbregas, Oscar (84' Loftus-Cheek) Willian, Rémy (62' Traoré), Kenedy (46' Pedro)    | 16' Ivanović 90+1' Fàbregas 90+1' Willian                                          |
| 19 maart 2016 16:00 Stamford Bridge Londen                  | 45+3' Fàbregas 89' Fàbregas (pen.)                 | 0-1 1-1 1-2 2-2         | 17' Lanzini 61' Carroll                                | Courtois Ivanović, Cahill, Terry, Azpilicueta Mikel, Fàbregas, Oscar (84' Loftus-Cheek) Willian, Rémy (62' Traoré), Kenedy (46' Pedro)    | 16' Ivanović 90+1' Fàbregas 90+1' Willian                                          |
| 2 april 2016 13:45 Villa Park Birmingham                    | Aston Villa                                        | 0-4                     | Chelsea FC                                             | Courtois Azpilicueta, Miazga, Ivanović, Baba Mikel, Fàbregas, Loftus-Cheek Pedro (74' Clarke-Salter), Rémy (23' Pato), Kenedy (46' Oscar) | 39' Fàbregas                                                                       |
| 2 april 2016 13:45 Villa Park Birmingham                    |                                                    | 0-1 0-2 0-3 0-4         | 26' Loftus-Cheek 45+3' Pato (pen.) 46' Pedro 59' Pedro | Courtois Azpilicueta, Miazga, Ivanović, Baba Mikel, Fàbregas, Loftus-Cheek Pedro (74' Clarke-Salter), Rémy (23' Pato), Kenedy (46' Oscar) | 39' Fàbregas                                                                       |
| 9 april 2016 16:00 Liberty Stadium Swansea                  | Swansea City                                       | 1-0                     | Chelsea FC                                             | Begović Azpilicueta, Miazga (46' Kenedy), Ivanović, Baba Mikel, Fàbregas, Loftus-Cheek (76' Falcao) Oscar, Pato (64' Traoré), Pedro       | 36' Azpilicueta 40' Miazga 71' Pedro 76' Fàbregas                                  |
| 9 april 2016 16:00 Liberty Stadium Swansea                  | 25' Sigurðsson                                     | 1-0                     |                                                        | Begović Azpilicueta, Miazga (46' Kenedy), Ivanović, Baba Mikel, Fàbregas, Loftus-Cheek (76' Falcao) Oscar, Pato (64' Traoré), Pedro       | 36' Azpilicueta 40' Miazga 71' Pedro 76' Fàbregas                                  |
| 16 april 2016 18:30 Stamford Bridge Londen                  | Chelsea FC                                         | 0-3                     | Manchester City                                        | Courtois Azpilicueta, Cahill, Ivanović, Baba Mikel (79' Begović), Fàbregas, Loftus-Cheek Willian (70' Traoré), Costa, Pedro (70' Kenedy)  | 62' Azpilicueta 72' Mikel 78' Courtois                                             |
| 16 april 2016 18:30 Stamford Bridge Londen                  |                                                    | 0-1 0-2 0-3             | 33' Agüero 54' Agüero 80' Agüero (pen.)                | Courtois Azpilicueta, Cahill, Ivanović, Baba Mikel (79' Begović), Fàbregas, Loftus-Cheek Willian (70' Traoré), Costa, Pedro (70' Kenedy)  | 62' Azpilicueta 72' Mikel 78' Courtois                                             |
| 23 april 2016 16:00 Dean Court Bournemouth                  | Bournemouth                                        | 1-4                     | Chelsea FC                                             | Begović Azpilicueta, Mikel, Ivanović, Baba Fàbregas, Matić, Willian (83' Loftus-Cheek) Pedro, Costa, Hazard                               |                                                                                    |
| 23 april 2016 16:00 Dean Court Bournemouth                  | 36' Elphick                                        | 0-1 0-2 1-2 1-3 1-4     | 5' Pedro 34' Hazard 71' Willian 90+1' Hazard           | Begović Azpilicueta, Mikel, Ivanović, Baba Fàbregas, Matić, Willian (83' Loftus-Cheek) Pedro, Costa, Hazard                               |                                                                                    |
| 2 mei 2016 21:00 Stamford Bridge Londen                     | Chelsea FC                                         | 2-2                     | Tottenham Hotspur                                      | Begović Ivanović, Cahill, Terry, Azpilicueta Mikel, Matić (78' Oscar), Fàbregas Willian, Costa, Pedro (46' Hazard)                        | 45+1' Willian 71' Ivanović 87' Mikel                                               |
| 2 mei 2016 21:00 Stamford Bridge Londen                     | 58' Cahill 83' Hazard                              | 0-1 0-2 1-2 2-2         | 35' Kane 44' Son                                       | Begović Ivanović, Cahill, Terry, Azpilicueta Mikel, Matić (78' Oscar), Fàbregas Willian, Costa, Pedro (46' Hazard)                        | 45+1' Willian 71' Ivanović 87' Mikel                                               |
| 7 mei 2016 16:00 Stadium of Light Sunderland                | Sunderland                                         | 3-2                     | Chelsea FC                                             | Courtois Ivanović (68' Baba), Cahill, Terry, Azpilicueta Mikel (83' Traoré), Matić, Fàbregas Willian (80' Oscar), Costa, Hazard           | 1' Cahill 87' Terry 90+5' Terry                                                    |
| 7 mei 2016 16:00 Stadium of Light Sunderland                | 41' Khazri 67' Borini 70' Defoe                    | 0-1 1-1 1-2 2-2 3-2     | 14' Costa 45+3' Matić                                  | Courtois Ivanović (68' Baba), Cahill, Terry, Azpilicueta Mikel (83' Traoré), Matić, Fàbregas Willian (80' Oscar), Costa, Hazard           | 1' Cahill 87' Terry 90+5' Terry                                                    |
| 11 mei 2016 21:00 Anfield Liverpool                         | Liverpool FC                                       | 1-1                     | Chelsea FC                                             | Begović Azpilicueta, Cahill, Mikel, Baba Fàbregas, Matić, Hazard Willian (57' Kenedy), Traoré (74' Abraham), Pedro (90+3' Loftus-Cheek)   | 87' Azpilicueta                                                                    |
| 11 mei 2016 21:00 Anfield Liverpool                         | 90+2' Benteke                                      | 0-1 1-1                 | 32' Hazard                                             | Begović Azpilicueta, Cahill, Mikel, Baba Fàbregas, Matić, Hazard Willian (57' Kenedy), Traoré (74' Abraham), Pedro (90+3' Loftus-Cheek)   | 87' Azpilicueta                                                                    |
| 15 mei 2016 16:00 Stamford Bridge Londen                    | Chelsea FC                                         | 1-1                     | Leicester City                                         | Courtois Azpilicueta, Cahill, Ivanović (60' Tomori), Baba Fàbregas, Matić, Willian Pedro (54' Loftus-Cheek), Traoré (53' Abraham), Hazard |                                                                                    |
| 15 mei 2016 16:00 Stamford Bridge Londen                    | 66' Fàbregas (pen.)                                | 1-0 1-1                 | 82' Drinkwater                                         | Courtois Azpilicueta, Cahill, Ivanović (60' Tomori), Baba Fàbregas, Matić, Willian Pedro (54' Loftus-Cheek), Traoré (53' Abraham), Hazard |                                                                                    |

### Overzicht
| Speeldag  | 1 | 2  | 3  | 4  | 5  | 6  | 7  | 8  | 9  | 10 | 11 | 12 | 13 | 14 | 15 | 16 | 17 | 18 | 19 | 20 | 21 | 22 | 23 | 24 | 25 | 26 | 27 | 28 | 29 | 30 | 31 | 32 | 33 | 34 | 35 | 36 | 37 | 38 |
| --------- | - | -- | -- | -- | -- | -- | -- | -- | -- | -- | -- | -- | -- | -- | -- | -- | -- | -- | -- | -- | -- | -- | -- | -- | -- | -- | -- | -- | -- | -- | -- | -- | -- | -- | -- | -- | -- | -- |
| Resultaat | g | v  | w  | v  | v  | w  | g  | v  | w  | v  | v  | v  | w  | g  | v  | v  | w  | g  | g  | w  | g  | g  | w  | g  | g  | w  | w  | w  | g  | g  | w  | v  | v  | w  | g  | v  | g  | g  |
| Punten    | 1 | 1  | 4  | 4  | 4  | 7  | 8  | 8  | 11 | 11 | 11 | 11 | 14 | 15 | 15 | 15 | 18 | 19 | 20 | 23 | 24 | 25 | 28 | 29 | 30 | 33 | 36 | 39 | 40 | 41 | 44 | 44 | 44 | 47 | 48 | 48 | 49 | 50 |
| Positie   | 8 | 16 | 10 | 13 | 17 | 15 | 14 | 16 | 12 | 15 | 15 | 16 | 15 | 14 | 14 | 16 | 15 | 15 | 14 | 14 | 14 | 14 | 13 | 13 | 13 | 12 | 11 | 10 | 10 | 10 | 10 | 10 | 10 | 9  | 9  | 9  | 9  | 9  |

### Klassement
|    |    |                      | P  | W  | G  | V  | +  | -  | DS  | Ptn |
| -- | -- | -------------------- | -- | -- | -- | -- | -- | -- | --- | --- |
| K  | 1  | Leicester City       | 38 | 23 | 12 | 3  | 68 | 36 | +32 | 81  |
| CL | 2  | Arsenal              | 38 | 20 | 11 | 7  | 65 | 36 | +29 | 71  |
| CL | 3  | Tottenham Hotspur    | 38 | 19 | 13 | 6  | 69 | 35 | +34 | 70  |
| CL | 4  | Manchester City      | 38 | 19 | 9  | 10 | 71 | 41 | +30 | 66  |
| EL | 5  | Manchester United    | 38 | 19 | 9  | 10 | 49 | 35 | +14 | 66  |
|    | 6  | Southampton          | 38 | 18 | 9  | 11 | 59 | 41 | +18 | 63  |
|    | 7  | West Ham United      | 38 | 16 | 14 | 8  | 65 | 51 | +14 | 62  |
|    | 8  | Liverpool            | 38 | 16 | 12 | 10 | 63 | 50 | +13 | 60  |
|    | 9  | Stoke City           | 38 | 14 | 9  | 15 | 41 | 55 | −14 | 51  |
|    | 10 | Chelsea              | 38 | 12 | 14 | 12 | 59 | 53 | +6  | 50  |
|    | 11 | Everton              | 38 | 11 | 14 | 13 | 59 | 55 | +4  | 47  |
|    | 12 | Swansea City         | 38 | 12 | 11 | 15 | 42 | 52 | −10 | 47  |
|    | 13 | Watford              | 38 | 12 | 9  | 17 | 40 | 50 | −10 | 45  |
|    | 14 | West Bromwich Albion | 38 | 10 | 13 | 15 | 34 | 48 | −14 | 43  |
|    | 15 | Crystal Palace       | 38 | 11 | 9  | 18 | 39 | 51 | −12 | 42  |
|    | 16 | Bournemouth          | 38 | 11 | 9  | 18 | 45 | 67 | −22 | 42  |
|    | 17 | Sunderland           | 38 | 9  | 12 | 17 | 48 | 62 | −14 | 39  |
| D  | 18 | Newcastle United     | 38 | 9  | 10 | 19 | 44 | 65 | −21 | 37  |
| D  | 19 | Norwich City         | 38 | 9  | 7  | 22 | 39 | 67 | −28 | 34  |
| D  | 20 | Aston Villa          | 38 | 3  | 8  | 27 | 27 | 76 | −49 | 17  |

## FA Cup
| FA Cup                                         |                                                        |                         |                                                            | |                                  |
| Wedstrijddetails                               | Thuisploeg                                             | Uitslag                 | Uitploeg                                                   | Opstelling | Kaarten                          |
| 1/32 finale                                    |                                                        |                         |                                                            | |                                  |
| 10 januari 2016 15:00 Stamford Bridge Londen   | Chelsea FC                                             | 2-0                     | Scunthorpe United (III)                                    | Begović Ivanović, Zouma, Cahill, Azpilicueta Fàbregas, Ramires, Oscar (46' Loftus-Cheek) Willian, Costa (86' Traore), Pedro (72' Kenedy) | 66' Ivanović                     |
| 10 januari 2016 15:00 Stamford Bridge Londen   | 13' Costa 68' Loftus-Cheek                             | 1-0 2-0                 |                                                            | Begović Ivanović, Zouma, Cahill, Azpilicueta Fàbregas, Ramires, Oscar (46' Loftus-Cheek) Willian, Costa (86' Traore), Pedro (72' Kenedy) | 66' Ivanović                     |
| 1/16 finale                                    |                                                        |                         |                                                            | |                                  |
| 31 januari 2016 17:00 Stadium:mk Milton Keynes | Milton Keynes Dons (II)                                | 1-5                     | Chelsea FC                                                 | Courtois Ivanović, Cahill, Terry, Baba Matić, Fàbregas, Loftus-Cheek Oscar (64' Willian), Costa (57' Traoré), Hazard (64' Pedro)         | 31' Terry                        |
| 31 januari 2016 17:00 Stadium:mk Milton Keynes | 21' Potter                                             | 0-1 1-1 1-2 1-3 1-4 1-5 | 15' Oscar 32' Oscar 44' Oscar 55' Hazard (pen.) 62' Traoré | Courtois Ivanović, Cahill, Terry, Baba Matić, Fàbregas, Loftus-Cheek Oscar (64' Willian), Costa (57' Traoré), Hazard (64' Pedro)         | 31' Terry                        |
| 1/8 finale                                     |                                                        |                         |                                                            | |                                  |
| 21 februari 2016 17:00 Stamford Bridge Londen  | Chelsea FC                                             | 5-1                     | Manchester City                                            | Courtois Azpilicueta, Cahill, Ivanović, Baba Fàbregas, Mikel (82' Matić), Willian Pedro (70' Oscar), Costa (70' Traoré), Hazard          |                                  |
| 21 februari 2016 17:00 Stamford Bridge Londen  | 35' Costa 48' Willian 53' Cahill 67' Hazard 89' Traoré | 1-0 1-1 2-1 3-1 4-1 5-1 | 37' Faupala                                                | Courtois Azpilicueta, Cahill, Ivanović, Baba Fàbregas, Mikel (82' Matić), Willian Pedro (70' Oscar), Costa (70' Traoré), Hazard          |                                  |
| Kwartfinale                                    |                                                        |                         |                                                            | |                                  |
| 12 maart 2016 18:30 Goodison Park Liverpool    | Everton FC                                             | 2-0                     | Chelsea FC                                                 | Courtois Azpilicueta, Cahill, Ivanović, Kenedy Mikel, Matić, Fàbregas Willian, Costa, Pedro                                              | 11' Costa 62' Fàbregas 84' Costa |
| 12 maart 2016 18:30 Goodison Park Liverpool    | 77' Lukaku 82' Lukaku                                  | 1-0 2-0                 |                                                            | Courtois Azpilicueta, Cahill, Ivanović, Kenedy Mikel, Matić, Fàbregas Willian, Costa, Pedro                                              | 11' Costa 62' Fàbregas 84' Costa |

## League Cup
| League Cup                                             |                  |                     |                                             | |                     |
| Wedstrijddetails                                       | Thuisploeg       | Uitslag             | Uitploeg                                    | Opstelling | Kaarten             |
| 1/16 finale                                            |                  |                     |                                             | |                     |
| 23 september 2015 20:45 Bescot Stadium Walsall         | Walsall FC (III) | 1-4                 | Chelsea FC                                  | Begović Ivanović, Terry, Cahill, Baba Mikel, Loftus-Cheek (72' Matić), Kenedy (70' Pedro) Ramires, Falcao (90+3' Djilobodji), Rémy                                      | 39' Mikel 52' Terry |
| 23 september 2015 20:45 Bescot Stadium Walsall         | 45+1' O'Connor   | 0-1 0-2 1-2 1-3 1-4 | 10' Ramires 41' Rémy 52' Kenedy 90+2' Pedro | Begović Ivanović, Terry, Cahill, Baba Mikel, Loftus-Cheek (72' Matić), Kenedy (70' Pedro) Ramires, Falcao (90+3' Djilobodji), Rémy                                      | 39' Mikel 52' Terry |
| 1/8 finale                                             |                  |                     |                                             | |                     |
| 27 oktober 2015 20:45 Britannia Stadium Stoke-on-Trent | Stoke City       | 1-1 (5-4)           | Chelsea FC                                  | Begović Zouma, Cahill, Terry, Baba (70' Kenedy) Ramires (80' Traoré), Mikel, Oscar Willian, Costa (33' Rémy), Hazard Strafschoppen: Willian, Oscar, Rémy, Zouma, Hazard | 36' Baba            |
| 27 oktober 2015 20:45 Britannia Stadium Stoke-on-Trent | 52' Walters      | 1-0 1-1             | 90+1' Rémy                                  | Begović Zouma, Cahill, Terry, Baba (70' Kenedy) Ramires (80' Traoré), Mikel, Oscar Willian, Costa (33' Rémy), Hazard Strafschoppen: Willian, Oscar, Rémy, Zouma, Hazard | 36' Baba            |

## UEFA Champions League
| UEFA Champions League                           |                                                 |                 |                                              | |                                      |
| Wedstrijddetails                                | Thuisploeg                                      | Uitslag         | Uitploeg                                     | Opstelling | Kaarten                              |
| Groepsfase                                      |                                                 |                 |                                              | |                                      |
| 16 september 2015 20:45 Stamford Bridge Londen  | Chelsea FC                                      | 4-0             | Maccabi Tel Aviv                             | Begović Azpilicueta, Zouma, Cahill, Baba Fàbregas, Loftus-Cheek (77' Traoré), Oscar (65' Ramires) Willian (23' Costa), Rémy, Hazard | 1' Loftus-Cheek                      |
| 16 september 2015 20:45 Stamford Bridge Londen  | 15' Willian 45+4' Oscar 58' Costa 78' Fàbregeas | 1-0 2-0 3-0 4-0 |                                              | Begović Azpilicueta, Zouma, Cahill, Baba Fàbregas, Loftus-Cheek (77' Traoré), Oscar (65' Ramires) Willian (23' Costa), Rémy, Hazard | 1' Loftus-Cheek                      |
| 29 september 2015 20:45 Estádio do Dragão Porto | FC Porto                                        | 2-1             | Chelsea FC                                   | Begović Ivanović, Zouma, Cahill, Azpilicueta Ramires (73' Matić), Mikel, Fàbregas Pedro (73' Kenedy), Costa, Willian (62' Hazard)   | 41' Cahill 66' Azpilicueta 79' Matić |
| 29 september 2015 20:45 Estádio do Dragão Porto | 39' A. André 52' Maicon                         | 1-0 1-1 2-1     | 45+2' Willian                                | Begović Ivanović, Zouma, Cahill, Azpilicueta Ramires (73' Matić), Mikel, Fàbregas Pedro (73' Kenedy), Costa, Willian (62' Hazard)   | 41' Cahill 66' Azpilicueta 79' Matić |
| 20 oktober 2015 20:45 NSK Olimpiejsky Kiev      | Dynamo Kiev                                     | 0-0             | Chelsea FC                                   | Begović Zouma, Cahill, Terry, Azpilicueta Ramires, Matić, Fàbregas (75' Oscar) Willian, Costa, Hazard                               | 67' Zouma                            |
| 20 oktober 2015 20:45 NSK Olimpiejsky Kiev      |                                                 |                 |                                              | Begović Zouma, Cahill, Terry, Azpilicueta Ramires, Matić, Fàbregas (75' Oscar) Willian, Costa, Hazard                               | 67' Zouma                            |
| 4 november 2015 20:45 Stamford Bridge Londen    | Chelsea FC                                      | 2-1             | Dynamo Kiev                                  | Begović Azpilicueta, Zouma, Terry, Baba Ramires, Matić, Fàbregas (79' Hazard) Willian (90+2' Cahill), Costa, Oscar (79' Pedro)      |                                      |
| 4 november 2015 20:45 Stamford Bridge Londen    | 34' Dragović (own) 83' Willian                  | 1-0 1-1 2-1     | 77' Dragović                                 | Begović Azpilicueta, Zouma, Terry, Baba Ramires, Matić, Fàbregas (79' Hazard) Willian (90+2' Cahill), Costa, Oscar (79' Pedro)      |                                      |
| 24 november 2015 20:45 Sammy Oferstadion Haifa  | Maccabi Tel Aviv                                | 0-4             | Chelsea FC                                   | Begović Azpilicueta, Cahill, Terry (72' Zouma), Baba Matić, Fàbregas, Oscar Willian (79' Rémy), Costa, Hazard (69' Pedro)           | 59' Matić 84' Fàbregas               |
| 24 november 2015 20:45 Sammy Oferstadion Haifa  |                                                 | 0-1 0-2 0-3 0-4 | 20' Cahill 73' Willian 77' Oscar 90+1' Zouma | Begović Azpilicueta, Cahill, Terry (72' Zouma), Baba Matić, Fàbregas, Oscar Willian (79' Rémy), Costa, Hazard (69' Pedro)           | 59' Matić 84' Fàbregas               |
| 9 december 2015 20:45 Stamford Bridge Londen    | Chelsea FC                                      | 2-0             | FC Porto                                     | Courtois Ivanović, Zouma, Terry, Azpilicueta Ramires, Matić, Oscar (81' Pedro) Willian, Costa (86' Mikel), Hazard (90' Rémy)        | 20' Costa 31' Matić 74' Ivanović     |
| 9 december 2015 20:45 Stamford Bridge Londen    | 12' Marcano (own) 52' Willian                   | 1-0 2-0         |                                              | Courtois Ivanović, Zouma, Terry, Azpilicueta Ramires, Matić, Oscar (81' Pedro) Willian, Costa (86' Mikel), Hazard (90' Rémy)        | 20' Costa 31' Matić 74' Ivanović     |
| 1/8 finale                                      |                                                 |                 |                                              | |                                      |
| 16 februari 2016 20:45 Parc des Princes Parijs  | Paris Saint-Germain                             | 2-1             | Chelsea FC                                   | Courtois Azpilicueta, Cahill, Ivanović, Baba Mikel, Fàbregas, Willian Pedro, Costa, Hazard (71' Oscar)                              | 38' Mikel 67' Pedro                  |
| 16 februari 2016 20:45 Parc des Princes Parijs  | 39' Ibrahimović 78' Cavani                      | 1-0 1-1 2-1     | 45+1' Mikel                                  | Courtois Azpilicueta, Cahill, Ivanović, Baba Mikel, Fàbregas, Willian Pedro, Costa, Hazard (71' Oscar)                              | 38' Mikel 67' Pedro                  |
| 9 maart 2016 20:45 Stamford Bridge Londen       | Chelsea FC                                      | 1-2             | Paris Saint-Germain                          | Courtois Azpilicueta, Cahill, Ivanović, Kenedy Mikel, Fàbregas, Willian Pedro, Costa (60' Traoré), Hazard (77' Oscar)               | 45' Fàbregas 53' Mikel 90' Ivanović  |
| 9 maart 2016 20:45 Stamford Bridge Londen       | 27' Costa                                       | 0-1 1-1 1-2     | 16' Rabiot 67' Ibrahimović                   | Courtois Azpilicueta, Cahill, Ivanović, Kenedy Mikel, Fàbregas, Willian Pedro, Costa (60' Traoré), Hazard (77' Oscar)               | 45' Fàbregas 53' Mikel 90' Ivanović  |

### Groepsfase Champions League
| Groep G | Groep G          | Groep G | Groep G | Groep G | Groep G | Groep G | Groep G | Groep G | Groep G |
|         |                  | P       | W       | G       | V       | +       | -       | DS      | Ptn     |
| ------- | ---------------- | ------- | ------- | ------- | ------- | ------- | ------- | ------- | ------- |
| 1.      | Chelsea FC       | 6       | 4       | 1       | 1       | 13      | 3       | +10     | 13      |
| 2.      | Dynamo Kiev      | 6       | 3       | 2       | 1       | 8       | 4       | +4      | 11      |
| 3.      | FC Porto         | 6       | 3       | 1       | 2       | 9       | 8       | +1      | 10      |
| 4.      | Maccabi Tel Aviv | 6       | 0       | 0       | 6       | 1       | 16      | −15     | 0       |

## Statistieken
De spelers met de meeste wedstrijden zijn in het groen aangeduid, de speler met de meeste doelpunten in het geel.
| Nr. | Naam               | Premier League | Premier League | FA Cup | FA Cup | League Cup | League Cup | Community Shield | Community Shield | Champions League | Champions League | Totaal | Totaal |
| Nr. | Naam               | Wed            | Goals          | Wed    | Goals  | Wed        | Goals      | Wed              | Goals            | Wed              | Goals            | Wed    | Goals  |
| --- | ------------------ | -------------- | -------------- | ------ | ------ | ---------- | ---------- | ---------------- | ---------------- | ---------------- | ---------------- | ------ | ------ |
| 1.  | Asmir Begović      | 17             | 0              | 1      | 0      | 2          | 0          | 0                | 0                | 5                | 0                | 25     | 0      |
| 2.  | Branislav Ivanović | 33             | 2              | 4      | 0      | 1          | 0          | 1                | 0                | 4                | 0                | 43     | 2      |
| 4.  | Cesc Fàbregas      | 37             | 5              | 4      | 0      | 0          | 0          | 1                | 0                | 7                | 1                | 49     | 6      |
| 5.  | Kurt Zouma         | 23             | 1              | 1      | 0      | 1          | 0          | 1                | 0                | 6                | 1                | 32     | 2      |
| 6.  | Baba Rahman        | 15             | 0              | 2      | 0      | 2          | 0          | 0                | 0                | 4                | 0                | 23     | 0      |
| 7.  | Ramires            | 12             | 2              | 1      | 0      | 2          | 1          | 1                | 0                | 5                | 0                | 21     | 3      |
| 8.  | Oscar              | 27             | 3              | 4      | 3      | 1          | 0          | 1                | 0                | 7                | 2                | 40     | 8      |
| 9.  | Radamel Falcao     | 10             | 1              | 0      | 0      | 1          | 0          | 1                | 0                | 0                | 0                | 12     | 1      |
| 10. | Eden Hazard        | 31             | 5              | 2      | 2      | 1          | 0          | 1                | 0                | 8                | 0                | 43     | 7      |
| 11. | Alexandre Pato     | 2              | 1              | 0      | 0      | 0          | 0          | 0                | 0                | 0                | 0                | 2      | 1      |
| 12. | John Obi Mikel     | 25             | 0              | 2      | 0      | 2          | 0          | 0                | 0                | 4                | 1                | 33     | 1      |
| 13. | Thibaut Courtois   | 23             | 0              | 3      | 0      | 0          | 0          | 1                | 0                | 3                | 0                | 30     | 0      |
| 14. | Bertrand Traoré    | 10             | 2              | 3      | 2      | 1          | 0          | 0                | 0                | 2                | 0                | 16     | 4      |
| 15. | Papy Djilobodji    | 0              | 0              | 0      | 0      | 1          | 0          | 0                | 0                | 0                | 0                | 1      | 0      |
| 16. | Kenedy             | 14             | 1              | 2      | 0      | 2          | 1          | 0                | 0                | 2                | 0                | 20     | 2      |
| 17. | Pedro              | 29             | 7              | 4      | 0      | 1          | 1          | 0                | 0                | 6                | 0                | 40     | 8      |
| 18. | Loïc Rémy          | 13             | 1              | 1      | 0      | 2          | 2          | 1                | 0                | 3                | 0                | 20     | 3      |
| 19. | Diego Costa        | 28             | 12             | 4      | 2      | 1          | 0          | 0                | 0                | 8                | 2                | 41     | 16     |
| 20. | Victor Moses       | 0              | 0              | 0      | 0      | 0          | 0          | 1                | 0                | 0                | 0                | 1      | 0      |
| 20. | Matt Miazga        | 2              | 0              | 0      | 0      | 0          | 0          | 0                | 0                | 0                | 0                | 2      | 0      |
| 21. | Nemanja Matić      | 33             | 2              | 3      | 0      | 1          | 0          | 1                | 0                | 5                | 0                | 43     | 2      |
| 22. | Willian            | 35             | 5              | 4      | 1      | 1          | 0          | 1                | 0                | 8                | 5                | 49     | 11     |
| 23. | Juan Cuadrado      | 1              | 0              | 0      | 0      | 0          | 0          | 0                | 0                | 0                | 0                | 1      | 0      |
| 24. | Gary Cahill        | 23             | 2              | 4      | 1      | 2          | 0          | 1                | 0                | 7                | 1                | 37     | 4      |
| 26. | John Terry         | 24             | 1              | 2      | 0      | 2          | 0          | 1                | 0                | 4                | 0                | 33     | 1      |
| 28. | César Azpilicueta  | 37             | 2              | 3      | 0      | 0          | 0          | 1                | 0                | 8                | 0                | 49     | 2      |
| 36. | Ruben Loftus-Cheek | 13             | 1              | 2      | 1      | 1          | 0          | 0                | 0                | 1                | 0                | 17     | 2      |
| 37. | Jake Clarke-Salter | 1              | 0              | 0      | 0      | 0          | 0          | 0                | 0                | 0                | 0                | 1      | 0      |
| 43. | Fikayo Tomori      | 1              | 0              | 0      | 0      | 0          | 0          | 0                | 0                | 0                | 0                | 1      | 0      |

## Afbeeldingen

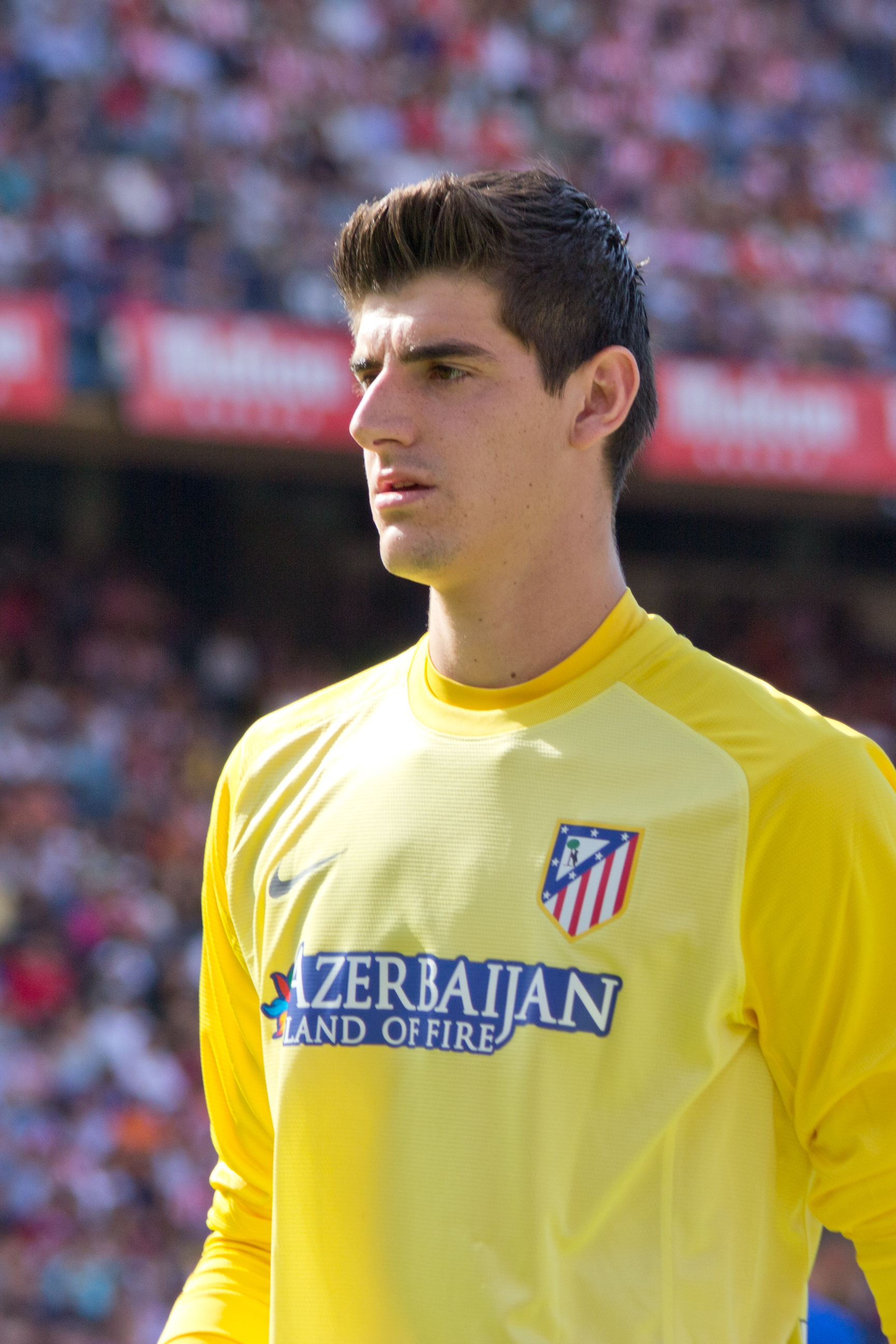
Thibaut Courtois (doelman)
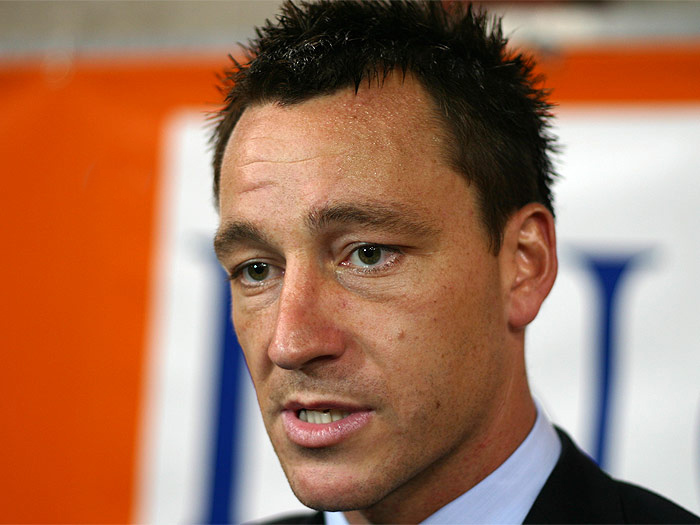
John Terry (verdediger)
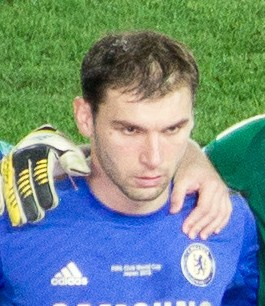
Branislav Ivanović (verdediger)
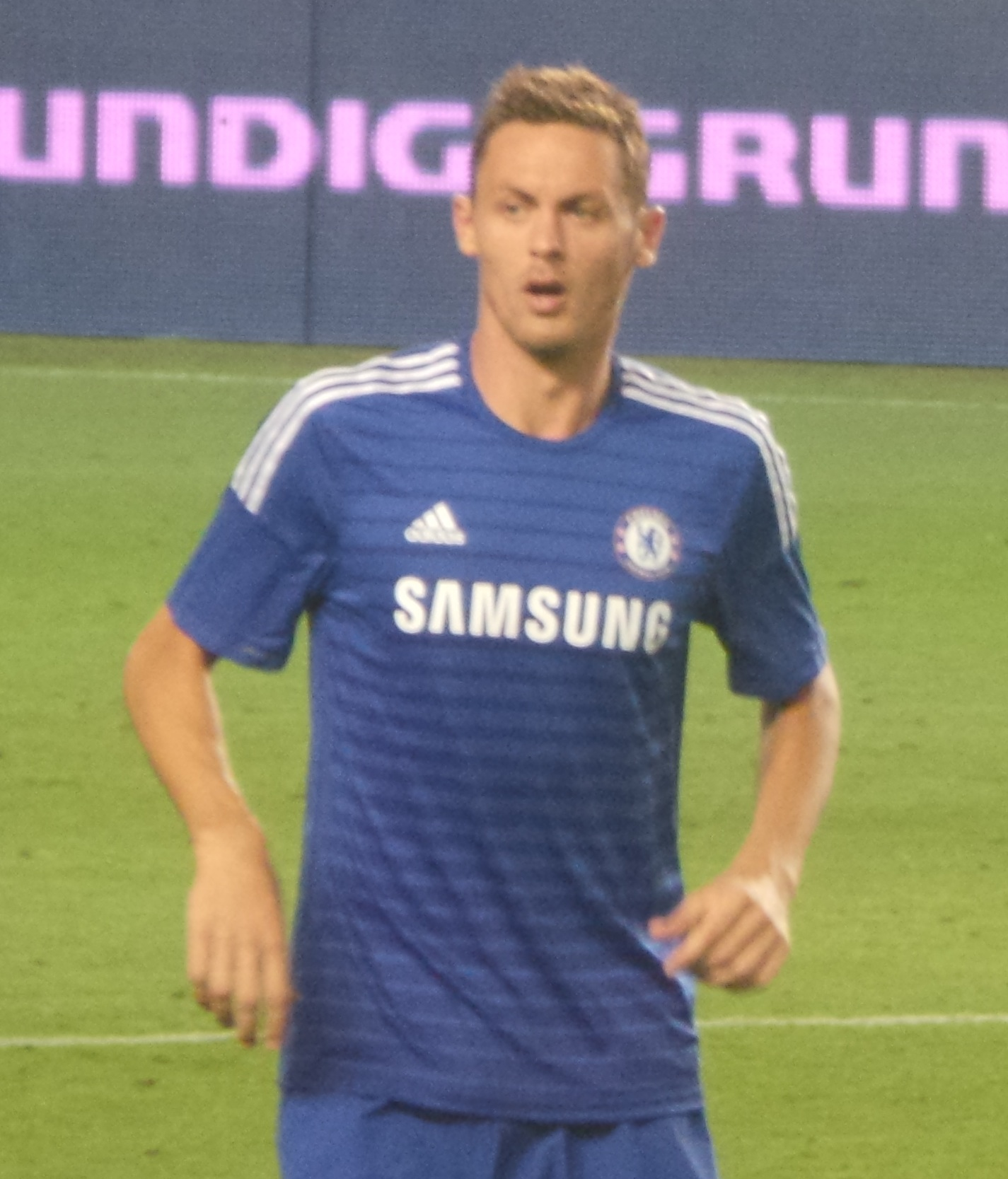
Nemanja Matić (middenvelder)
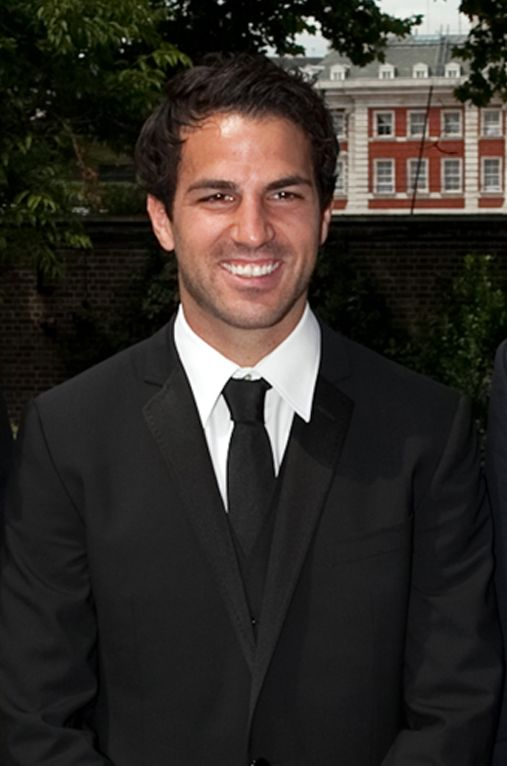
Cesc Fàbregas (middenvelder)
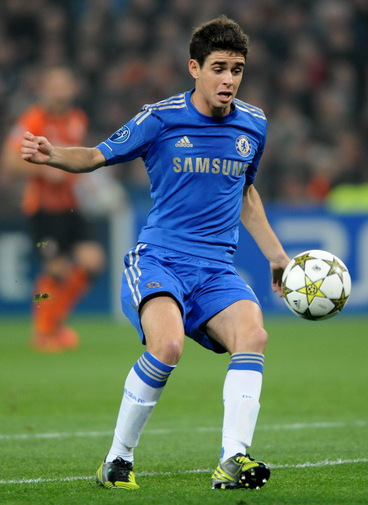
Oscar (middenvelder)
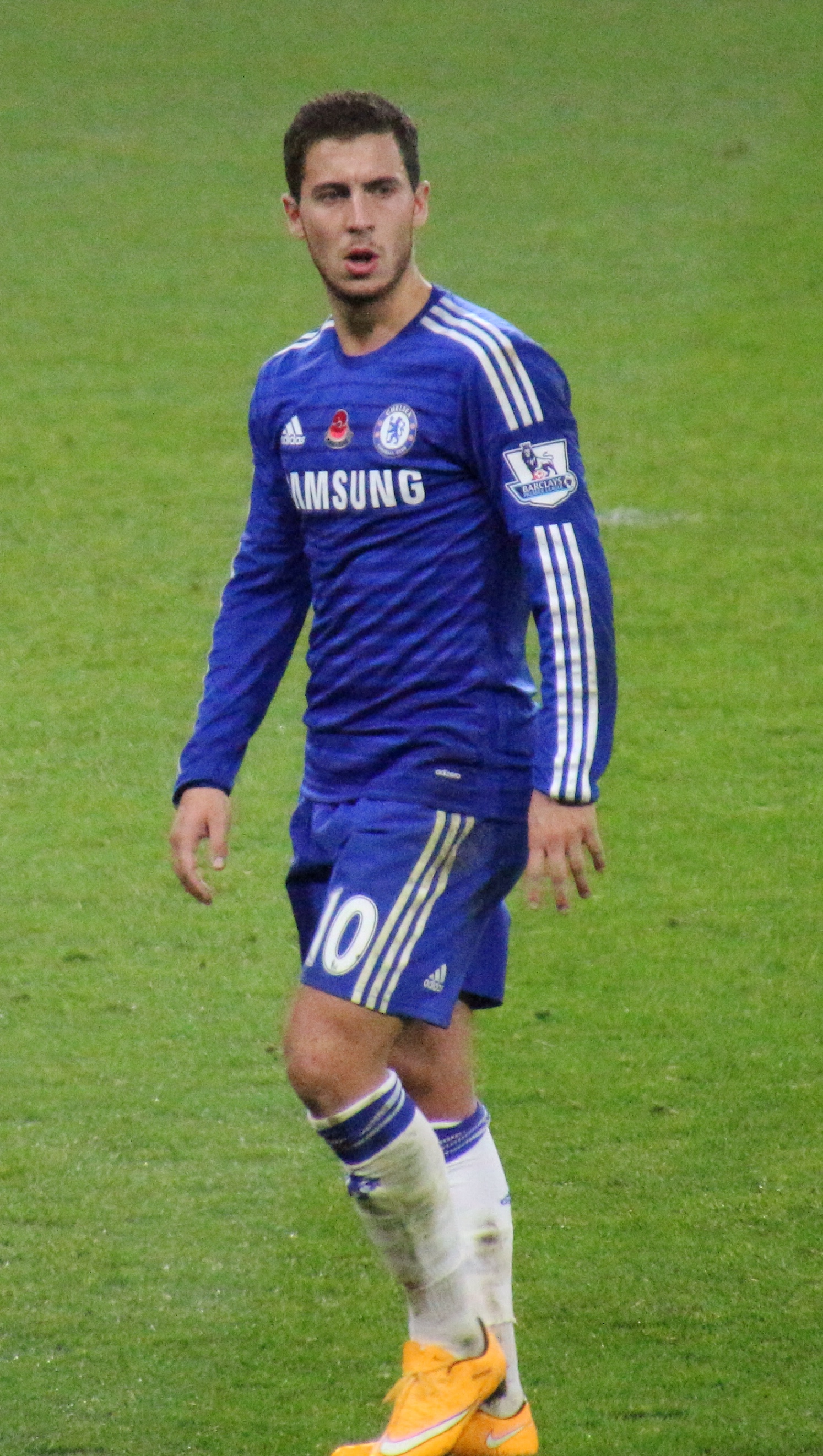
Eden Hazard (middenvelder)
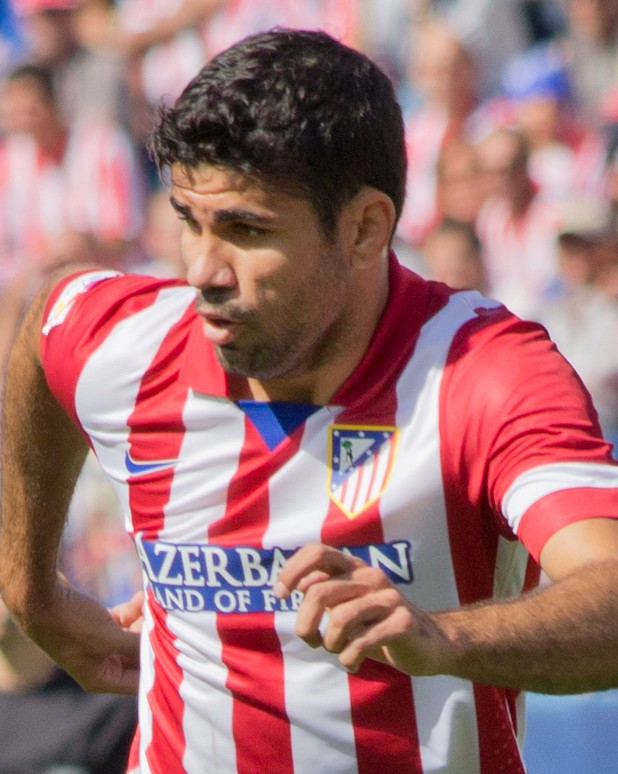
Diego Costa (aanvaller)